# 王紳 (成化進士)
王紳（1446年—？），字縉卿，陝西慶陽府安化縣人，軍籍，明朝政治人物。
成化七年（1471年）辛卯科陝西鄉試第十四名舉人，八年（1472年）中式壬辰科會試第一百七十八名，三甲第一百三十一名進士。

## 家族
曾祖王彥成；祖父王彪；父王盛，巡檢。